# Pope Island
Pope Island – niezamieszkana wyspa w Zatoce Frobishera, w Archipelagu Arktycznym, w regionie Qikiqtaaluk, na terytorium Nunavut, w Kanadzie. W pobliżu Pope Island położone są wyspy: Brook Island, Gay Island, Mary Island, Ogden Island i Peak Island.